# Papilio epiphorbas
Espèce
Papilio epiphorbas ou Malachite brisée est une espèce de lépidoptères (papillons) de la famille des Papilionidae. Cette espèce est présente à Madagascar et dans les Comores (Anjouan et Grande Comore). 

## Description
À l'avers les ailes sont noires. Les ailes antérieures portent une large macule bleu-vert vif et une à trois macules de même couleur à l'apex. Les ailes postérieures sont dentelées et prolongées par des queues noires légèrement spatulées. Elles portent une large macule bleu-vert et une série de macules submarginales de même couleur. La femelle est un plus claire que le mâle, les ailes antérieures portent de petites macules submarginales bleu-vert supplémentaires et les ailes postérieures ont des macules submarginales plus larges, ainsi qu'une deuxième série de macules submarginales plus petites.
Au revers les ailes sont marron foncé. Les ailes antérieures du mâle sont presque uniforme. Les ailes postérieures portent de petites macules submarginales de couleur crème ainsi qu'une lunule de même couleur dans l'angle anal. Chez la femelle le revers est plus claire que chez le mâle et sans macules. La partie submarginale et marginale est plus claire que le reste de l'aile.

Le corps et la tête sont noirs et sont plus clairs en dessous.

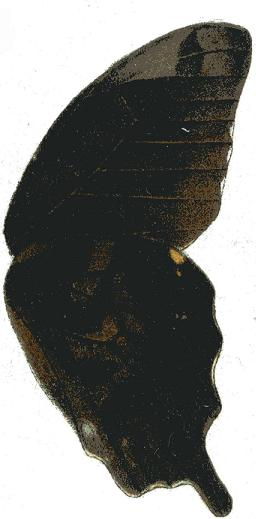
Papilio epiphorbas, revers du mâle
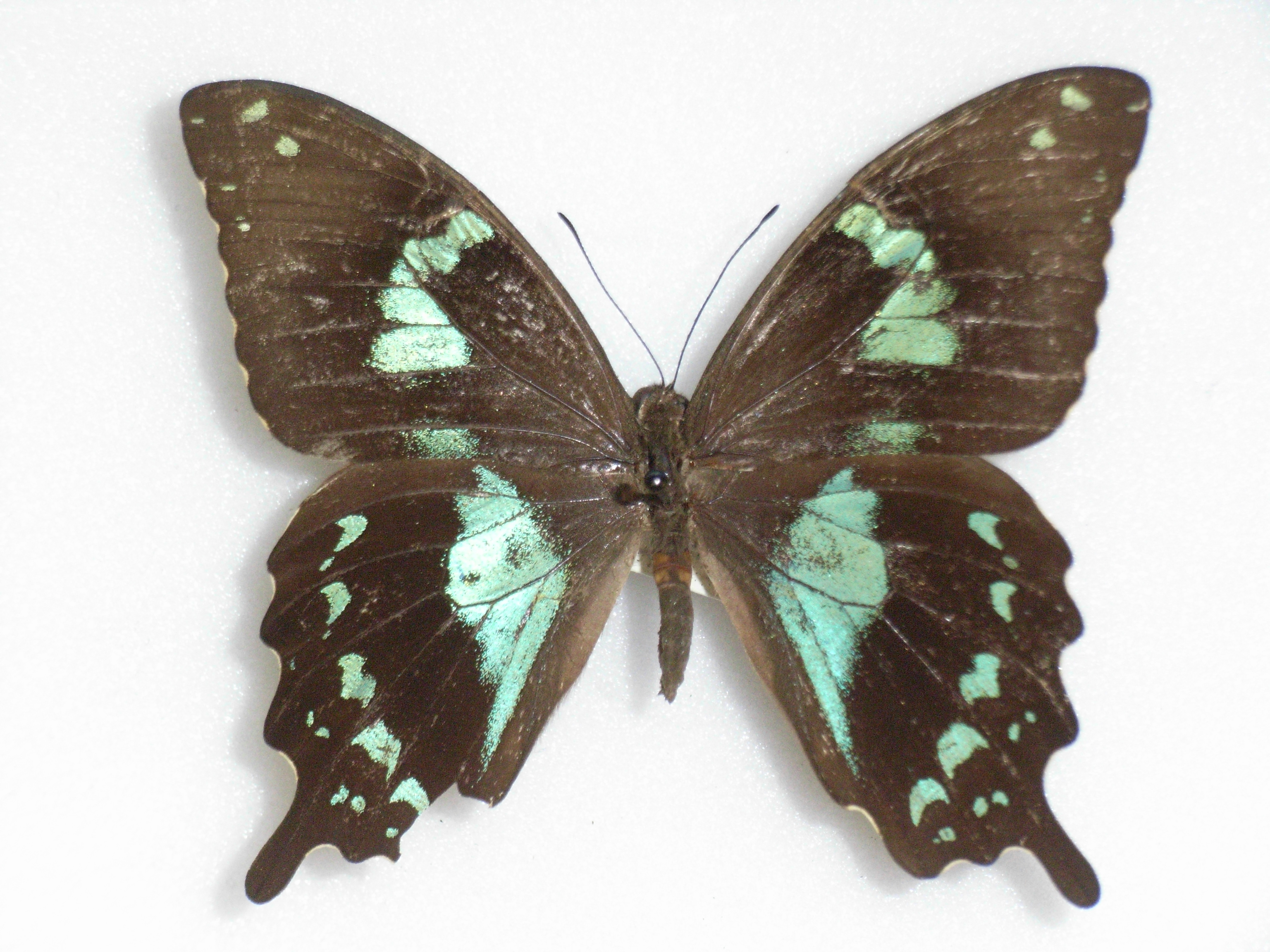
Papilio epiphorbas femelle
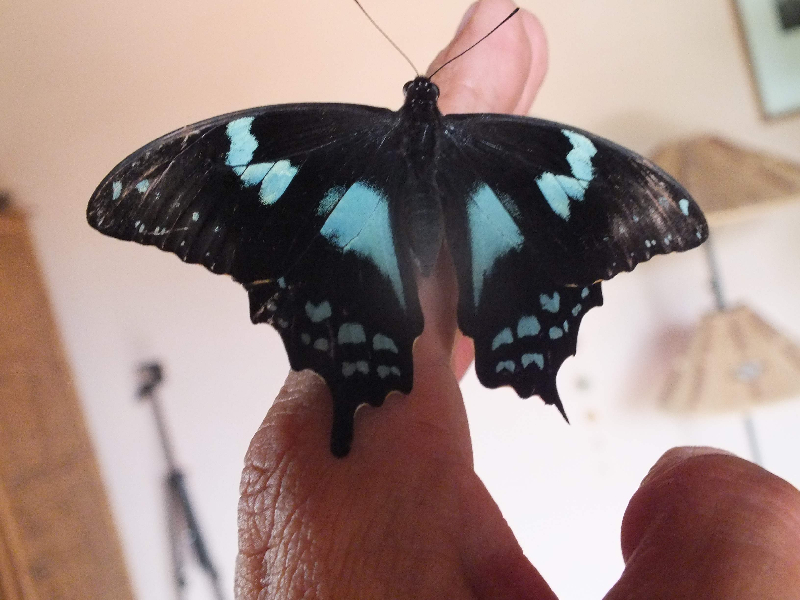
Papilio epiphorbas vivant

## Écologie
La femelle pond ses œufs au revers des feuilles de la plante-hôte. Cette espèce utilise comme plante-hôte des espèces du genre Citrus. Les stades juvéniles sont mal connus, mais la chenille passe probablement par cinq stades avant de se transformer en chrysalide, et la chrysalide est probablement maintenue tête en haut par une ceinture de soie, comme chez les espèces proches.

Les adultes volent rapidement à la lisière des forêts, dans les forêts et dans les zones cultivées et se nourrissent du nectar des fleurs.

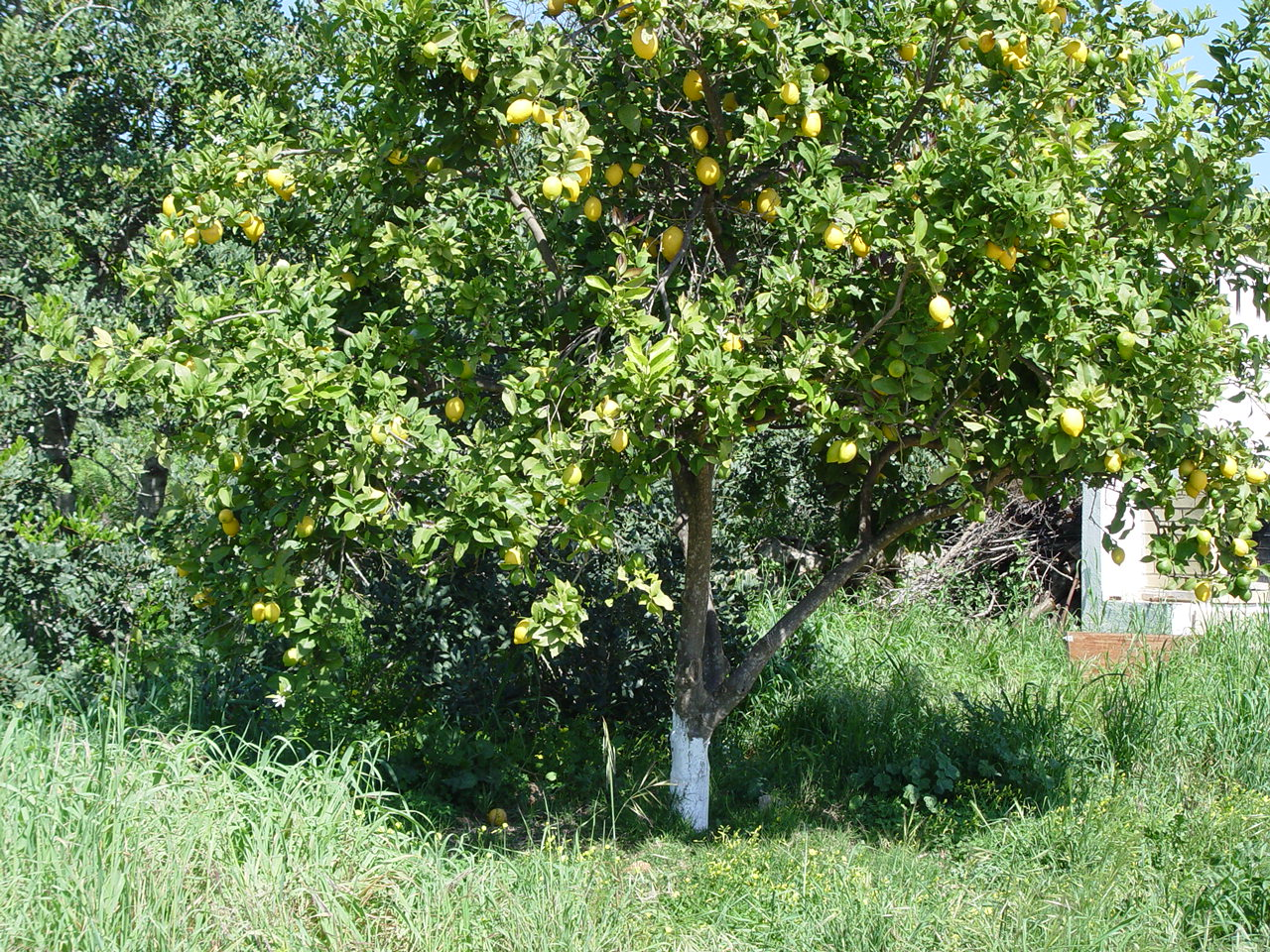
Citronnier (Citrus limon), plante-hôte
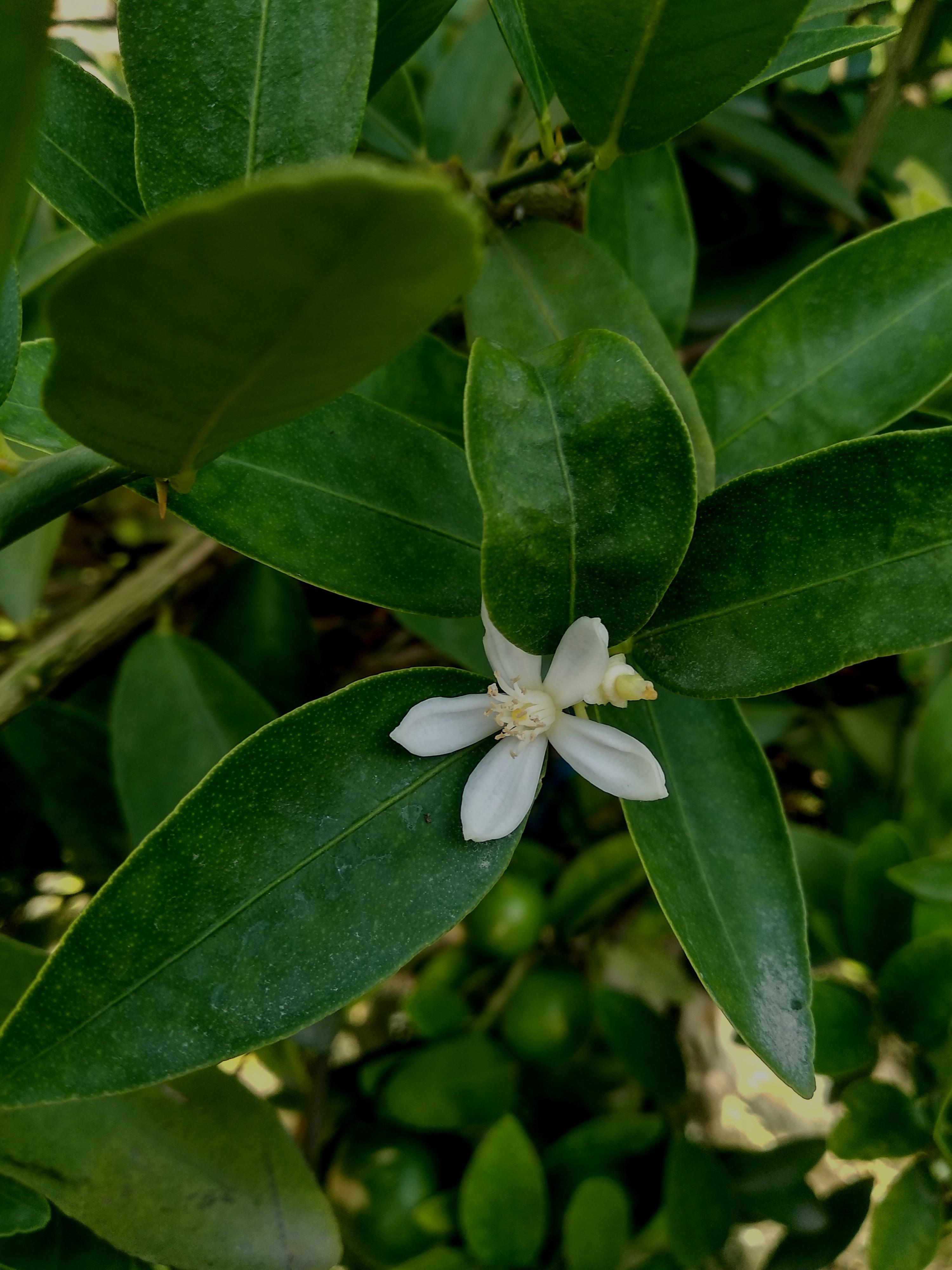
Citronnier (Citrus limon), feuilles

## Habitat et répartition
Papilio epiphorbas est présent à Madagascar et dans les Comores (Anjouan et Grande Comore) situés dans l'écozone afrotropicale. L'espèce apprécie les forêts denses mais aussi les lisières et les zones anthropisées.

Madagascar (localisation)
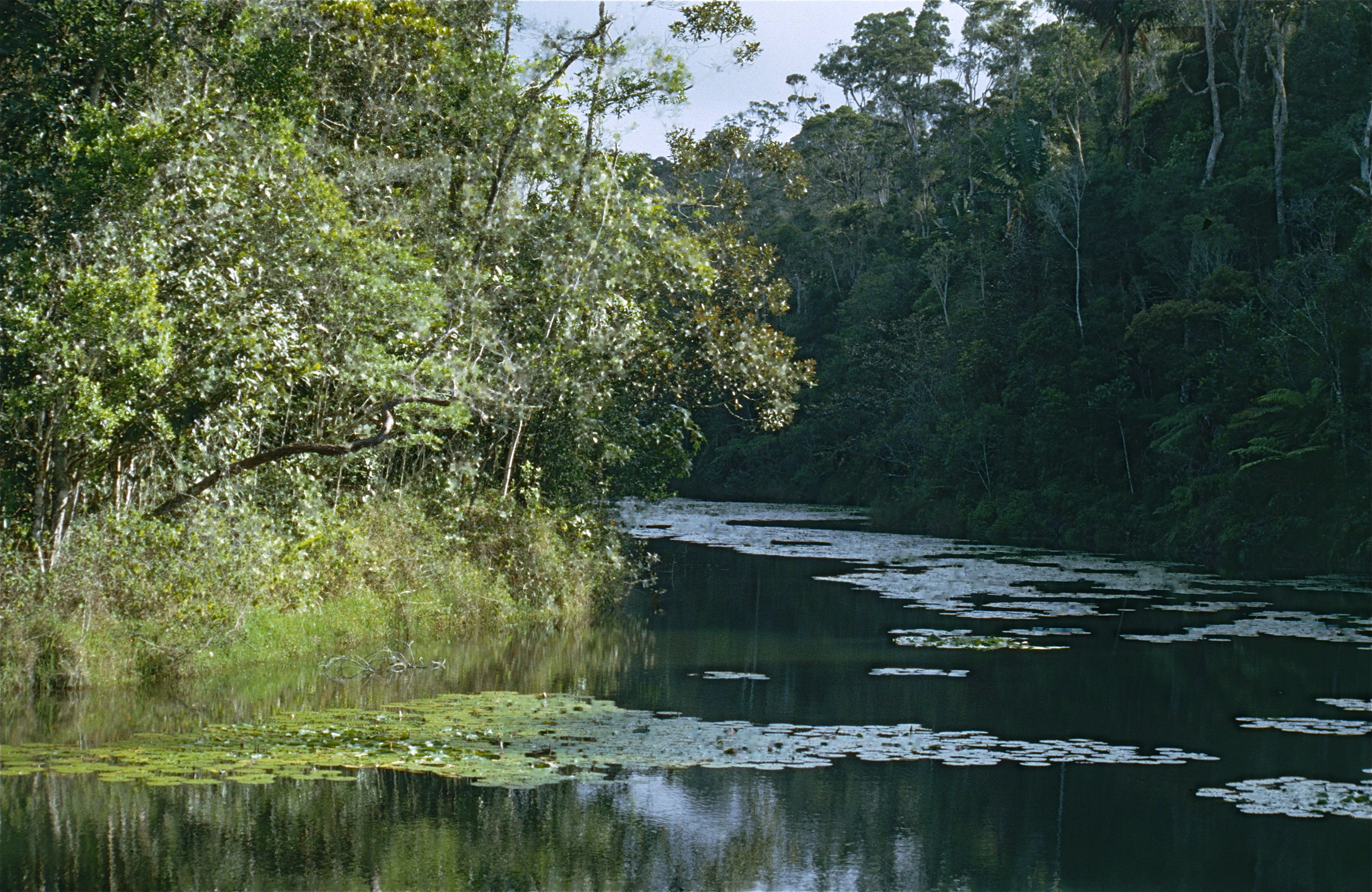
Forêt de Perinet (Madagascar)

## Systématique
L'espèce Papilio epiphorbas a été décrite pour la première fois en 1833 par l'entomologiste Jean-Baptiste Alphonse Dechauffour de Boisduval dans Nouvelles Annales du Muséum d'Histoire Naturelle. Papilio oribazus appartient au groupe de Papilio nireus, qui comprend une quinzaine de Papilio africains.

### Sous-espèces[1]
- P. epiphorbas epiphorbas : Madagascar
- P. epiphorbas guyonnaudi : Anjouan
- P. epiphorbas praedicta : Grande Comore

## Papilio oribazuset l'Homme

### Nom vernaculaire
Papilio hornimani est appelé en anglais "Shattered Malachite".

### Menaces et conservation
Cette espèce n'est pas évaluée par l'UICN. Son statut est inconnu.